# Minx: Uma Para Elas (série de TV)
Minx: Uma Para Elas (apenas Minx em inglês) é uma série americana de comédia para streaming criada e escrita por Ellen Rapoport e estrelada por Ophelia Lovibond e Jake Johnson. Estreou na HBO Max em 17 de março de 2022.
A HBO Max cancelou Minx mesmo após a encomenda da segunda temporada, feita em maio de 2022. A produtora Lionsgate Television vai oferecer a série para outras plataformas.
Em 12 de janeiro de 2023, o canal americano Starz, do grupo Lionsgate, anunciou que resgatou Minx e vai exibir a segunda temporada da série. No Brasil, a comédia deve ficar disponível no streaming Lionsgate+.

## Sinopse
Ambientada na década de 1970, uma jovem feminista de Los Angeles une forças com uma editora de baixa renda para criar a primeira revista erótica feminina. Ela é barulhenta e sonhadora, e a tal editora de baixa renda está querendo ganhar dinheiro rápido. Essa aliança improvável faz com que os personagens aprendam lições sobre a vida enquanto criam fortes e significativas relações nos lugares mais inesperados..

## Elenco e personagens

### Principal
- Ophelia Lovibond como Joyce Prigger
- Michael Angarano como Glenn
- Jessica Lowe como Bambi
- Oscar Montoya como Richie
- Lennon Parham como Shelly
- Idara Victor como Tina
- Jake Johnson como Doug Renetti

### Recorrente
- Taylor Zakhar Perez como Shane Brody
- Amy Landecker como Bridget Westbury
- Austin Nichols como Billy Brunson
- Alicia Hannah-Kim como Wendy Mah
- Rich Sommer como Lenny
- Gillian Jacobs como Maggie
- Hope Davis como Victoria Hartnett

## Produção

### Desenvolvimento
Em 19 de fevereiro de 2020, foi anunciado que a HBO Max havia encomendado um piloto para o projeto. Ellen Rapoport foi contratada para escrever e como produtora executiva ao lado de Paul Feig e Dan Magnante da Feigco Entertainment. Em 3 de setembro de 2020, a diretora de Unpregnant, Rachel Lee Goldenberg, foi contratada para dirigir e produzir o piloto . Em 5 de abril de 2021, foi anunciado que a HBO Max havia aprovado uma série de dez episódios de meia hora.

### Escalação
Ophelia Lovibond foi escalada para o papel principal em 16 de setembro de 2020, Em 8 de dezembro de 2020, Idara Victor, Jessica Lowe, Oscar Montoya, Lennon Parham e Michael Angarano entraram também para o elenco principal. Jake Johnson foi escalado como convidado antes de ser promovido ao elenco principal.
Taylor Zakhar Perez foi escalado como o bombeiro Shane. Sobre os desafios por ele enfretados enquanto interpretava o persoanegm, disse: "O maior desafio foi cultivar o personagem, fazer ele ser simpatico, e também interpretar contra as falas."

### Filmagens
As filmagens do episódio piloto começaram em 6 de dezembro de 2020, em Los Angeles.

## Recepção
O site agregador de críticas Rotten Tomatoes relatou um índice de aprovação de 97% "Certified Fresh" com uma classificação média de 7,8/10, com base em 29 críticas. O consenso dos críticos do site diz: "O relacionamento entre Ophelia Lovibond e Jake Johnson é a irresistível página central de Minx, uma comédia obscena e afiada que merece uma página inteira".  Metacritic, que usa uma média ponderada, atribuiu uma pontuação de 77 em 100 com base em 19 críticos, indicando "críticas geralmente favoráveis".